# Fernandez, punta (udde i Antarktis, lat -63,25, long -62,23)
Fernandez, punta är en udde i Antarktis. Den ligger i Sydshetlandsöarna. Argentina, Chile och Storbritannien gör anspråk på området.
Terrängen inåt land är varierad.  Trakten är obefolkad. Det finns inga samhällen i närheten. 